# Pieter Brueghel den yngste
Pieter Brueghel den yngste, född 1589 i Antwerpen, död där omkring 1640, var en flamländsk målare. Han var son till Pieter Brueghel den yngre.
Brueghel arbetade i sin fars verkstad. Han var av allt att döma en obetydlig artist, som svagt efterbildade farfaderns och faderns arbeten.